# Лара, Джо
Уильям Джозеф Лара (англ. William Joseph Lara; 2 октября 1962, Сан-Диего, Калифорния — 29 мая 2021, Percy Priest Lake, Теннесси) — американский актёр и музыкант, известный по роли Тарзана в американском телесериале «Тарзан: Героические приключения».

## Биография
Лара исполнил роль Тарзана в телефильме «Тарзан на Манхэттене» (1989) и в последующем телесериале «Тарзан: Героические приключения» (1996). Он также снялся во многих боевиках, среди которых «Стальная граница» (1995), «Американский киборг: Стальной воин» (1993) и «Боеголовка» (1996). В 2002 году он оставил актёрскую карьеру, чтобы сконцентрироваться на карьере в кантри-музыке.
В 2018 году Джо Лара женился на Гвен Шамблин. У него был ребёнок от предыдущего брака с Наташей Павлович. Жил в Брентвуде, Теннесси.

## Смерть
29 мая 2021 года Лара погиб, когда административный самолёт Cessna Citation 501 ISP, принадлежащий церкви его жены, упал в озеро Перси Прист недалеко от Смирны. Его супруга, её зять и четыре члена церкви также погибли в авиакатастрофе.
Согласно записям о лицензиях пилотов, на борту самолёта не было никого с достаточной для управления воздушным судном, на борту которого они находились, квалификацией. Медицинский сертификат Лары был с истёкшим сроком действия, а второй пилот хотя и имел действительный медицинский сертификат и лицензию пилота, но у него не было подтверждённого опыта пилотирования самолётов Cessna Citation.

## Фильмография
| Год       |    | Русское название                     | Оригинальное название               | Роль                |
| --------- | -- | ------------------------------------ | ----------------------------------- | ------------------- |
| 1988      | ф  | Ночные войны                         | Night Wars                          | американский солдат |
| 1989      | тф | Тарзан на Манхэттене                 | Tarzan in Manhattan                 | Тарзан              |
| 1990      | тф | Дымок из ствола: Последний из апачей | Gunsmoke: The Last Apache           | Вулф                |
| 1992      | ф  | Полночная жара                       | Sunset Heat                         | Тодд                |
| 1992      | тф | Присутствие                          | Danger Island                       | Мэтт                |
| 1993      | ф  | Американский киборг: Стальной воин   | American Cyborg: Steel Warrior      | Остин               |
| 1993      | с  | Тропическая жара                     | Tropical Heat                       | Девон Мэдсен        |
| 1993—1993 | с  | Спасатели Малибу                     | Baywatch                            | Фрэнк Рэндолл       |
| 1995      | в  | Стальная граница                     | Steel Frontier                      | Юма                 |
| 1995      | в  | Голографический человек              | Hologram Man                        | Декода              |
| 1995      | в  | Человек-бомба                        | Live Wire 2: Human Timebomb         | Прайс               |
| 1995      | ф  | Регенератор                          | Final Equinox                       | Люгер               |
| 1996      | ф  | Боеголовка                           | Warhead                             | генерал Крафт       |
| 1996—1997 | с  | Тарзан: Героические приключения      | Tarzan: The Epic Adventures         | Тарзан              |
| 1997      | тф | Операция отряда Дельта               | Operation Delta Force               | Джона Нэш           |
| 1998      | ф  | Беспредел                            | Armstrong                           | парень с хвостиком  |
| 1998—1998 | с  | Конан                                | Conan the Adventurer                | Камикон             |
| 1999      | ф  | Лима: Сорвавшиеся с цепи             | Lima: Breaking the Silence          | Виктор              |
| 1999      | ф  | Операция отряда Дельта 4             | Operation Delta Force 4: Deep Fault | Маккинни            |
| 2000      | с  | Великолепная семёрка                 | The Magnificent Seven               | Пейс Маккормик      |
| 2000      | в  | Зона нанесения удара                 | Strike Zone                         | Данк Стивенс        |
| 2000      | ф  | Очень средний человек                | Very Mean Men                       | детектив Миллер     |
| 2000      | ф  | Исполнитель приговора                | Doomsdayer                          | Джек Логан          |
| 2001      | ф  | Бегство мертвеца                     | Dead Man’s Run                      | Дерек               |
| 2001      | ф  | Игра со смертью                      | Death Game                          | Мики Хейден         |
| 2002      | в  | —                                    | Starfire Mutiny                     | Сэм Тэлбот          |
| 2018      | ф  | —                                    | Summer of ’67                       | актёр мыльной оперы |